# Cantone di Soulaines-Dhuys
Il Cantone di Soulaines-Dhuys era una divisione amministrativa dell'arrondissement di Bar-sur-Aube.
A seguito della riforma approvata con decreto del 21 febbraio 2014, che ha avuto attuazione dopo le elezioni dipartimentali del 2015, è stato soppresso.

## Composizione
Comprendeva i comuni di:
- La Chaise
- Chaumesnil
- Colombé-la-Fosse
- Crespy-le-Neuf
- Éclance
- Épothémont
- Fresnay
- Fuligny
- Juzanvigny
- Lévigny
- Maisons-lès-Soulaines
- Morvilliers
- Petit-Mesnil
- La Rothière
- Saulcy
- Soulaines-Dhuys
- Thil
- Thors
- Vernonvilliers
- La Ville-aux-Bois
- Ville-sur-Terre